# Янчо, Пал
Пал Янчо (венг. Pál Jancsó ; 1761, Гидофалва, Трансильвания Королевство Венгрия (ныне Гидфалеу, жудец Ковасна, Румыния) — 2 декабря 1845, Клуж) — венгерский актёр. Один из первых венгерских профессиональных комедийных актёров.

## Биография

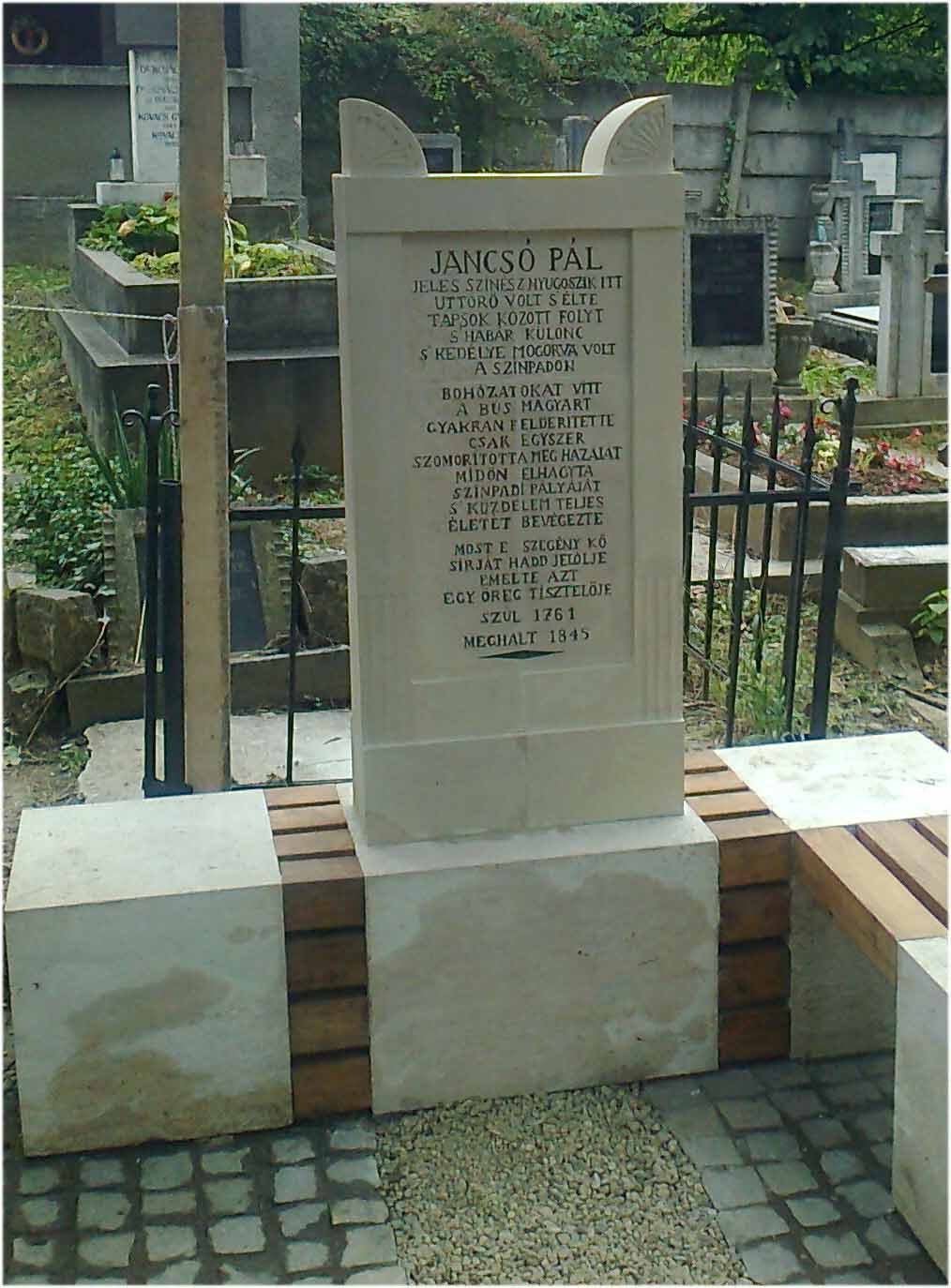
Могила П. Янчо на кладбище г. Клуж-Напока

Обучался в реформатском колледже Аюда.
В 1792 году братья Фейер открыли в Клуже один из первых венгерских профессиональных театров, актёром и совладельцем которого стал Пал Янчо. С 1792 года работал в театре г. Клужа. На первом же выступлении, зрители начали смеяться над ним. П. Янчо играл героические роли, но зрители продолжали смеяться. Актёр жаждал драматических ролей, но его внешность, неуклюжесть, всегда мрачные черты лица, угрюмый взгляд, невероятная серьезность и педантизм, которые он использовал, выступая на сцене, нравились публике, а потешная серьезность и эксцентричность сделали его первым комиком своего времени.
Как пишут, П. Янчо, будучи комическим актёром, ненавидел свои роли и сильно переживал из-за этого. Он чаще всего играл роли старых опекунов, интеллектуалов, умных и хитрых слуг и др.
Выступал до 1836 года по всей Трансильвании и Парциуму.
Искусство Янчо оказало значительное влияние на развитие комедийного искусства венгерского театра XIX в.